# Daljinsko upravljanje
Daljinsko upravljanje je vođenje tijela ili objekta upravljanja na daljinu, gdje udaljenost između upravljačkoga sustava i objekta upravljanja nije strogo određena (metri, kilometri, stotine tisuća kilometara i više). Prijenos upravljačkoga signala na daljinu ostvaruje se preko elektromagnetskih valova s ožičenjem ili bez ožičenja (radiovalovima, laserskim zrakama), zvučnim i ultrazvučnim valovima te pneumatskim ili hidrauličnim cjevovodima. Pojednostavnjeno, sustav daljinskog upravljanja sastoji se od upravljačkoga člana, odašiljača, prijenosne veze, prijamnika i izvršnoga člana. Time je određen upravljački lanac preko kojega se nalog upravljačkoga člana prenosi do izvršnoga člana, koji izravno djeluje na objekt upravljanja zadanom upravljačkom akcijom. U slučajevima kada je nužna korekcija upravljačke akcije, uvodi se informacijska povratna veza kojom se zatvara regulacijski krug. 
Osnovni su elementi regulacijskoga kruga navedeni upravljački lanac, objekt regulacije (upravljanja), mjerni član i regulacijski član. Mjerni član daje informacije o uspješnosti procesa upravljanja, a na osnovi tih informacija regulacijski član korigira proces upravljanja tako što ga poboljšava. Ulogu regulacijskog člana obavlja čovjek ili hardverski sklop ili računalo s odgovarajućim algoritmom koji može uključivati i elemente umjetne inteligencije. Složene su primjene daljinskog upravljanja u elektroenergetskim i prometnim sustavima, u vođenju bespilotnih letjelica i slično, a u novije se doba sve veći broj kućanskih uređaja oprema jednostavnijim rješenjima daljinskog upravljanja.